# イブン・サアド
イブン・サアド（Ibn Saʿd）は、8-9世紀アラブの人物伝作家（#生涯）。主著の Kitāb al-Ṭabaqāt al-Kabīr で知られる（#著作）。

## 生涯
より詳細な名前は、Abū ʿAbd Allāh Muḥammad b. Saʿd b. Manīʿ al-Baṣrī al-Hās̲h̲mī, Kātib al-Wāqidī という。祖父のマニーウがアッバース家のフサイン・イブン・アブドゥッラーの庇護民（マワーリー）であったため、「ハーシミー」のニスバを持つ。
西暦784年ごろバスラに生まれ、845年2月16日（ヒジュラ暦230年第2ジュマーダー月4日）にバグダードで亡くなった。埋葬地はシリア門近くの墓地である。
主にバグダードで活動した。賢人からの伝承と指導を求めて多くの場所に旅した。バグダードでワーキディーに会い、彼の弟子あるいは秘書（カーティブ）になって著書を写した。「ワーキディーの秘書」Kātib al-Wāqidī というあだ名があるのはこのためである。イブン・サアドはまた、ヒシャーム・イブン・カルビーと共同で系図学を研究した。
タバリーによると、イブン・サアドは異端審問（ミフナ）の行われていた時代に、伝統主義神学派の学者として5人のほかの学者とともにカリフ・マアムーンに召喚され、ムゥタズィラ派の教説を受け入れるように強制された。

## 著作
イブン・サアドの著作は正確性と信頼性が高いと評価され、そのため後代の歴史家が多く参照することになった。主著の Kitāb al-Ṭabaqāt al-Kabīr は、著名なムスリムの伝記的情報 (tabaqāt) を集めた伝記集である。収録されている伝記は、預言者ムハンマドとその教友たち、アンサールたち、タービイーンたちといった複数の世代にわたる。
- 預言者ムハンマドの伝記（スィーラ）は、第1巻と第2巻に割り当てられている。
- 第3巻と第4巻はムハンマドの教友（サハーバ）の伝記に割り当てられている。
- 第5巻から第7巻はその後の世代の人物の伝記に割り当てられている。
- 第8巻は女性のイスラーム教徒（ムスリマ）の伝記に割り当てられている。

Kitāb al-Ṭabaqāt al-Kabīr の執筆の基礎には、膨大な資料が用いられている。この膨大な資料はワーキディーが遺したものであるが、その利用方法は師のものと異なる。ワーキディーは預言者ムハンマドの軍事活動を中心に記述し、また、伝承者のナラティブを残す傾向が強い。これに対してイブン・サアドは、預言者ムハンマドの言行を直接見聞きしえた人（サハーバ）、それをサハーバからの伝聞により間接的に知った人（タービイーン）、それをタービイーンからの伝聞により間接的に知った人（タービイーンのタービイーン）という順に世代別に伝記を配列した。サハーバの内部でも、ムハージルとアンサールを分け、さらにバドルの戦いの参加者を特別な階級としている。イブン・サアドがこのような世代や階級に基づいた分類を実施したのは、伝承者の鎖（スィルスィラ）を通じてハディース学を統制しようとする意図があったとみられる。また、さらに、この分類に新たな次元、すなわち、出身地域による分類という軸も追加する必要があったからでもある。伝承は情報源から近い者から遠い者へ伝達される性格を持つものであるから、結果として、Kitāb al-Ṭabaqāt al-Kabīr は出身地ごとにまとまって伝記が記載されている。

### 刊本
アラビア語の刊本としては、次のものがある。
- Ibn Saʻd, Muḥammad (1904–40). Sachau, Eduard; Brockelmann. eds (アラビア語). Kitāb al-Ṭabaqāt al-kabīr : wa-huwa mushtamil aydan ʻalá al-Sīrah al-Sharīfah al-Nabawīyah / taṣnīf Muḥammad ibn Saʻd Kātib al-Wāqidī ; ʻaniya bi-taṣḥīḥihi wa ṭabʻihi Idward Sakhaw ; Kārl Brūkilmān [Biographien Muhammeds, seiner gefährten und der späteren träger des Islams bis zum jahre 230 der flucht]. Leiden: Brill 9巻本。ドイツ語による解説付き。
  - Sachau (1904-1940) は1968年に再版されている。 (Iḥsān Abbās (eds.), Beirut: Dār Sādir)
  - Sachau (1904-1940) は2022年にも再版されている。Muḥammad Ibn Saʿd (13 January 2022). Biography of Muḥammad, His Companions and the Successors up to the Year 230 of the Hijra: Eduard Sachau's Edition of Kitāb Al-Ṭabaqāt Al-Kabīr. BRILL. ISBN 978-90-04-46989-1. OCLC 1291632208online link
- ‘Alī Muḥammad ‘Umar, ed (2001). Kitāb al-ṭabaqāt al-kabīr. Cairo: Maktabat al-Khānjī 11巻本[5]。

英語への翻訳としては次のものがある。
- S. Moinul Haq (transl.), Ibn Sa'd's Kitab al-Tabaqat al-Kabir: Volume I, Parts I & II; Karachi: Pakistan Historical Society, 1967 [= Pakistan Historical Society Publication, no. 46]online link
- Abridged translations of Volumes 3, 5, 6, 7 and 8 have been translated by Aisha Bewley and published under the titles of The Companions of Badr, The Men of Madina-II, The Scholars of Kufa, The Men of Madina-I, and The Women of Madina.online link

## 註釈
1. ↑  Ḥusayn b. ʿAbd Allāh b. ʿUbayd Allāh b. ʿAbbās. 西暦757年-759年頃没[1]。

## 典拠
1. 1 2 3 4 5 6 7 8 9  Fück, J. W. “Ibn Saʿd”. Encyclopedia of Islam. doi:10.1163/9789004206106_eifo_SIM_3343.
2. ↑  Ibn Khallikan William MacGuckin de Slane訳 (1868). “Muhammad ibn Saad”. Ibn Khallikan's Biographical Dictionary, Volume 3. Oriental Translation Fund of Great Britain and Ireland. p. 65
3. 1 2 3 4 5   この記述にはアメリカ合衆国内で著作権が消滅した次の百科事典本文を含む: Chisholm, Hugh, ed. (1911). “Ibn Ṣa'd”. Encyclopædia Britannica (英語) (11th ed.). Cambridge University Press.
4. 1 2 3 4 5 6 7 8  ’Ayād, M. Kāmil, and M. S. Khān. “THE BEGINNING OF MUSLIM HISTORICAL RESEARCH.” Islamic Studies, vol. 17, no. 1, 1978, pp. 1–26a. JSTOR, https://www.jstor.org/stable/20847057. Accessed 4 Sept. 2024.
5. ↑  Demiri, Lejla (2013). Muslim Exegesis of the Bible in Medieval Cairo: Najm al-Dīn al-Ṭūfī's (d. 716/1316) Commentary on the Christian Scriptures.. BRILL. pp. 549. ISBN 978-90-04-24320-0 2015年11月5日閲覧。